# خمير (شبام)

'

تعديل مصدري - تعديل

خمير هي إحدى قرى عزلة شبام بمديرية شبام التابعة لمحافظة حضرموت، بلغ تعداد سكانها 531 نسمة حسب تعداد اليمن لعام 2004.